# Ammi trifoliatum
Ammi trifoliatum är en växtart i släktet slöjsiljor (Ammi) och familjen flockblommiga växter. Den beskrevs först av Hewett Cottrell Watson och fick sitt nu gällande namn av William Trelease 1897.
Arten är en ett- eller tvåårig ört som är endemisk på Azorerna.